# Joshua Liendo
Joshua Liendo Edwards (Toronto, 20 de agosto de 2002) es un deportista canadiense que compite en natación, especialista en los estilos libre y mariposa.
Participó en dos Juegos Olímpicos de Verano, obteniendo una medalla de plata en París 2024, en la prueba de 100 m mariposa, y el cuarto lugar en Tokio 2020, en el relevo 4 × 100 m libre.
Ganó cinco medallas en el Campeonato Mundial de Natación entre los años 2022 y 2025, y tres medallas en el Campeonato Mundial de Natación en Piscina Corta de 2021.

## Palmarés internacional
| Juegos Olímpicos                    | Juegos Olímpicos    | Juegos Olímpicos  | Juegos Olímpicos        |
| Año                                 | Lugar               | Medalla           | Prueba                  |
| ----------------------------------- | ------------------- | ----------------- | ----------------------- |
| 2024                                | París (Francia)     | Medalla de plata  | 100 m mariposa          |
| Campeonato Mundial                  |                     |                   |                         |
| Año                                 | Lugar               | Medalla           | Prueba                  |
| 2022                                | Budapest (Hungría)  | Medalla de plata  | 4 × 100 m libre mixto   |
| 2022                                | Budapest (Hungría)  | Medalla de bronce | 100 m libre             |
| 2022                                | Budapest (Hungría)  | Medalla de bronce | 100 m mariposa          |
| 2023                                | Fukuoka (Japón)     | Medalla de plata  | 100 m mariposa          |
| 2025                                | Singapur (Singapur) | Medalla de bronce | 4 × 100 m estilos mixto |
| Campeonato Mundial en Piscina Corta |                     |                   |                         |
| Año                                 | Lugar               | Medalla           | Prueba                  |
| 2021                                | Abu Dabi (EAU)      | Medalla de oro    | 4 × 50 m libre mixto    |
| 2021                                | Abu Dabi (EAU)      | Medalla de bronce | 50 m libre              |
| 2021                                | Abu Dabi (EAU)      | Medalla de bronce | 100 m libre             |